# L'Oréal-Unescoprijs voor vrouwen in de wetenschap

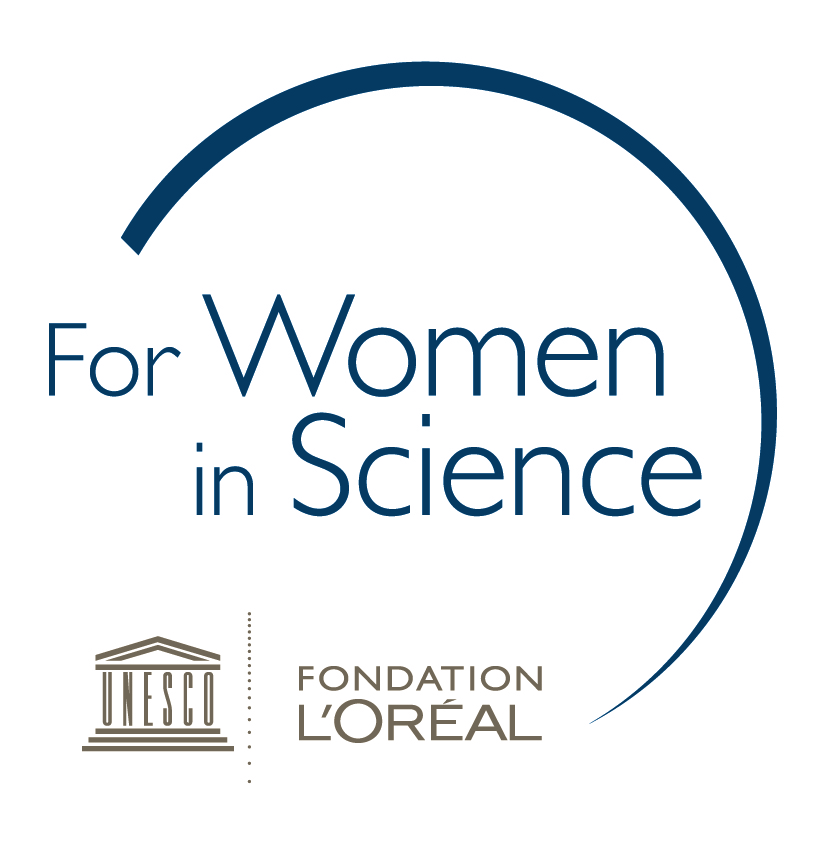

De L'Oréal-Unesco prijs voor vrouwen in de wetenschap, voorheen de Helena Rubinsteinprijs, is een prijs van 100.000 dollar die jaarlijks wordt uitgereikt aan vier vrouwen in de wetenschap. Hij wordt wel de Nobelprijs voor vrouwelijke wetenschappers genoemd. Het motto van de prijs is The world needs science, science needs women.

## Doelstelling
Doel van de prijs is de positie van vrouwen in de wetenschap te verbeteren door uitzonderlijke vrouwelijke onderzoekers te erkennen die hebben bijgedragen aan de vooruitgang van de wetenschap.

## Geschiedenis
De prijs komt voort uit een partnerschap tussen het Franse cosmeticabedrijf L'Oréal en de Unesco. Van 1998 tot 2011 werd de Helena Rubinsteinprijs uitgereikt door de Helena Rubinstein-Foundation met ondersteuning van Unesco. (Het bedrijf Helena Rubinstein Inc. is eigendom van L'Oréal.) Sindsdien heet de prijs de L'Oréal-Unescoprijs voor vrouwen in de wetenschap, en wordt uitgereikt door een internationale jury in het hoofdkantoor van de Unesco in Parijs.
De jury selecteert afwisselend vrouwen in de alfa- en bètawetenschappen en kiest een winnaar voor elk van de volgende regio's:
- Afrika en het Midden-Oosten
- Azië en de Grote Oceaan
- Europa
- Latijns-Amerika en het Caraïbisch gebied
- Noord Amerika (sinds 2000)

Twee van de winnaars hebben ook de Nobelprijs gewonnen:
- Elizabeth Blackburn (winnaar in 2008): Nobelprijs voor Fysiologie of Geneeskunde in 2009;
- Ada Yonath (winnaar in 2008) : Nobelprijs voor Scheikunde in 2009.

Hetzelfde partnerschap tussen L'Oréal en de Unesco draagt bij aan internationale beurzen voor veelbelovende talenten onder jonge kandidates in de verschillende continenten. Deze beurzen worden in 2020 in meer dan vijftig landen uitgereikt. In Nederland kunnen jonge onderzoekers vanaf 2019 een individuele prijs van €3.500,- ontvangen. Die wordt gegeven als erkenning voor hun academische prestaties en hun toekomstpotentieel. In 2019 werd de eerste prijs gewonnen door theoretisch fysicus Jorinde van de Vis.

## Prijswinnaars
| Jaar | Afrika                     | Azië en de Grote Oceaan | Europa                    | Latijns-Amerika                    | Noord-Amerika                |
| ---- | -------------------------- | ----------------------- | ------------------------- | ---------------------------------- | ---------------------------- |
| 2020 | Abla Mehio Sibai           | Firdausi Qadri          | Edith Heard               | Esperanza Martínez-Romero          | Kristi Anseth                |
| 2019 | Najat Aoun Saliba          | Maki Kawai              | Claire Voisin             | Karen Hallberg                     | Ingrid Daubechies            |
| 2018 | Heather Zar                | Meemann Chang           | Caroline Dean             | Amy T. Austin                      | Janet Rossant                |
| 2017 | Niveen Kishab              | Michelle Simmons        | Nicola Spaldin            | Maria Teresa Ruiz                  | Zhenan Bao                   |
| 2016 | Quarraisha Abdool Karim    | Hualan Chen             | Emmanuelle Charpentier    | Andrea Gamarnik                    | Jennifer Doudna              |
| 2015 | Rajaâ Cherkaoui El Moursli | Yi Xie                  | Carol Robinson            | Thaisa Storchi Bergmann            | Molly S. Shoichet            |
| 2014 | Segenet Kelemu             | Kayo Inaba              | Brigitte Kieffer          | Cecilia Bouzat                     | Laurie Glimcher              |
| 2013 | Francisca Nneka Okeke      | Reiko Kuroda            | Pratibha Gai              | Marcia Barbosa                     | Deborah Jin                  |
| 2012 | Jill Farrant               | Ingrid Scheffer         | Frances Ashcroft          | Susana López                       | Bonnie Bassler               |
| 2011 | Faiza Al-Kharafi           | Vivian Yam              | Anne L’Huillier           | Silvia Torres-Peimbert             | Jillian F. Banfield          |
| 2010 | Rashida El Ridi            | Lourdes J. Cruz         | Anne Dejean-Assémat       | Alejandra Bravo                    | Elaine Fuchs                 |
| 2009 | Tebello Nyokong            | Akiko Kobayashi         | Athene Donald             | Beatriz Barbuy                     | Eugenia Kumacheva            |
| 2008 | Lihadh Al-Gazali           | V. Narry Kim            | Ada Yonath                | Ana Belén Elgoyhen                 | Elizabeth Blackburn          |
| 2007 | Ameenah Gurib-Fakim        | Margaret Brimble        | Tatiana Birshtein         | Ligia Gargallo                     | Mildred Dresselhaus          |
| 2006 | Habiba Bouhamed Chaabouni  | Jennifer Graves         | Christine Van Broeckhoven | Esther Orozco                      | Pamela Bjorkman              |
| 2005 | Zora Ben Lakhdar           | Fumiko Yonezawa         | Dominique Langevin        | Belita Koiller                     | Myriam P. Sarachik           |
| 2004 | Jennifer Thomson           | Nancy Ip                | Christine Petit           | Lucia Mendonca Previato            | Philippa Marrack             |
| 2003 | Karimat El-Sayed           | Fang-hua Li             | Ayşe Erzan                | Mariana Weissmann                  | Johanna M. H. Levelt Sengers |
| 2002 | Nagwa Meguid               | Indira Nath             | Mary Osborn               | Anna Maria Lopez Colome            | Shirley M. Tilghman          |
| 2001 | Adeyinka Gladys Falusi     | Suzanne Cory            | Anne McLaren              | Mayana Zatz                        | Joan Argetsinger Steitz      |
| 2000 | Valerie Mizrahi            | Tsuneko Okazaki         | Margarita Salas           | Eugenia Maria Del Pino Veintimilla | Joanne Chory                 |
| 1998 | Grace Oladunni L. Taylor   | Myeong Hee-Yu           | Pascale Cossart           | Gloria Montenegro                  | niet toegekend               |